# Ding Wenjiang
Ding Wenjiang (丁文江, transcrit V.K. Ting ou Ting Wen-chiang, né le 20 mars 1887 - mort le 5 janvier 1936) est un géologue et militant chinois. Personnalité marquante de la géologie chinoise, Ding est également le premier universitaire chinois à faire l'étude systématique de l'écriture des Yi.
Hu Shih l'aurait décrit comme un « chinois très européen et scientifique. »[réf. souhaitée].

## Biographie
Né dans une famille aisée de Taixing, dans la province du Jiangsu, Ding Wenjiang part en 1902 étudier au Japon, puis par la suite en Grande-Bretagne, où il obtient un diplôme en zoologie et géologie. En 1911, Ding termine ses études à l'université de Glasgow, puis retourne en Chine où il enseigne à l'école publique Nanyang (désormais l'université Jiao-tong de Shanghai).
En 1913, Ding devient chef du département de géologie du bureau d'administration minière du ministère de l'industrie et du commerce. Il déménage à Shanxi et Yunnan, où il mène des exploitations géologiques et minières. En 1921, il devient le directeur général de la Beipiao Mining Company. La même année, il fonde la Société géologique de Chine, dont il sera le vice-président.
Rédacteur en chef de Chinese Palaeobiology, il publie Mythology and Science en 1923, où il débat science et philosophie avec Zhang Junmai.
En 1925, Ding est nommé directeur du Bureau commercial de Shanghai. Il est le représentant du gouvernement provincial de Jiangsu afin de négocier avec les délégués étrangers de Shanghai.
En 1931, il devient professeur de géologie à l'université de Pékin. Avec Weng Wenhao (en) et Zeng Shiying, il édite et publie New Geographic Map of the Republic of China et Provincial Maps of China. En juin 1934, il est chef du personnel de l'Academia Sinica.
En 1936, alors qu'il est exploitant d'une mine de charbon au Hunan, il est intoxiqué par le gaz de charbon. Fu Sinian (en) se déplace de Beijing pour prendre soin de Ding, mais ce dernier meurt le 5 janvier à l'hôpital Xiangya de Changsha. Selon ses volontés, il est enterré sur le mont Yuelu.

## Ouvrages
Ding a écrit The Textbook of Zoology. Ses travaux géologiques ont été réunis dans Mr. Ding Wenjiang's Geological Investigation Report, publié en 1947.